# Esa Antero Palsi
Esa Antero Palsi (1947. március 4. –) finn nemzetközi labdarúgó-játékvezető.

## Pályafutása

### Nemzetközi játékvezetés
A Finn labdarúgó-szövetség Játékvezető Bizottsága (JB) 1986-ban terjesztette fel nemzetközi játékvezetőnek, a Nemzetközi Labdarúgó-szövetség (FIFA) bíróinak keretébe. Több nemzetek közötti válogatott és klubmérkőzést vezetett. A finn nemzetközi játékvezetők rangsorában, a világbajnokság-Európa-bajnokság sorrendjében többedmagával a 7. helyet foglalja el 3 találkozó szolgálatával. Az aktív nemzetközi játékvezetéstől 1993 nyarán búcsúzott.

#### Világbajnokság
A világbajnoki döntőhöz vezető úton Egyesült Államokba a XV., az 1994-es labdarúgó-világbajnokságra a FIFA JB bíróként alkalmazta.
| Időpont             | Helyszín                  | Mérkőzés típusa           | Mérkőzés                | Eredmény | Nézők száma |
| ------------------- | ------------------------- | ------------------------- | ----------------------- | -------- | ----------- |
| 1992. szeptember 9. | Ullevaal Stadion, Oslo    | előselejtező (2. csoport) | Norvégia–San Marino     | 10 : 0   | 6 511       |
| 1993. május 25.     | Žalgiris Stadion, Vilnius | előselejtező (3. csoport) | Litvánia–Észak-Írország | 0 : 1    | 6 500       |

#### Európa-bajnokság
Az európai-labdarúgó torna döntőjéhez vezető úton Svédországba a IX., az 1992-es labdarúgó-Európa-bajnokságra az UEFA JB játékvezetőként foglalkoztatta.
| Időpont           | Helyszín                      | Mérkőzés típusa           | Mérkőzés     | Eredmény | Nézők száma |
| ----------------- | ----------------------------- | ------------------------- | ------------ | -------- | ----------- |
| 1967. október 28. | Hampden Park Stadion, Glasgow | előselejtező (2. csoport) | Skócia–Svájc | 2 : 1    | 20 740      |

#### Nemzetközi kupamérkőzések

##### UEFA-kupa
| Időpont              | Helyszín                    | Mérkőzés típusa | Mérkőzés                    | Eredmény |
| -------------------- | --------------------------- | --------------- | --------------------------- | -------- |
| 1992. szeptember 30. | Euroborg Stadion, Groningen | első forduló    | FC Groningen–Vác FC-Samsung | 1 : 1    |

##### Bajnokcsapatok Európa-kupája
| Időpont              | Helyszín                | Mérkőzés típusa | Mérkőzés                      | Eredmény |
| -------------------- | ----------------------- | --------------- | ----------------------------- | -------- |
| 1986. szeptember 17. | Városi Stadion, Brøndby | első forduló    | Brøndby IF–Budapest Honvéd FC | 4 : 1    |

## Sportvezetőként
Az aktív játékvezetést befejezve a Finn Labdarúgó-szövetség és a FIFA/UEFA JB ellenőre lett.